# Trilochan Singh
Trilochan Singh (Lahore, 12 februari 1923 - Ambala, 24 april 2008) was een Indiaas hockeyer. 
Singh won in 1948 met de Indiase ploeg de olympische gouden medaille.

## Resultaten
- 1948  Olympische Zomerspelen in Londen